# Appertiella hexandra
Appertiella es un género monotípico de plantas acuáticas de la familia Hydrocharitaceae. Su única especie: Appertiella hexandra C.D.K.Cook & Triest, es originaria de Madagascar.

## Taxonomía
Appertiella hexandra fue descrita por C.D.K.Cook & Triest y publicado en Studies on Aquatic Vascular Plants 75, f. 1–2. 1982.